# Klesanec
Klesanec je fino površinsko obdelan (rezan, klesan) zid ali posamezen kamen, ki je bil obdelan do kvadra ali vzidan v zid. To je najboljša kamnita zidarska enota (na splošno kvader), ki jo je Vitruvij imenoval kot opus isodomum ali manj pogosto trapez. Natančno odrezan "na vseh straneh", je omogočal zelo tanke vezi med bloki, vidna površina kamna pa je lahko različno obdelana: groba, gladko polirano ali prevlečena z drugim materialom za dekorativni učinek. 
Ena taka dekorativna obdelava so majhni žlebovi narejeni z uporabo kovinskega glavnika. Običajno se uporablja samo za mehkejšo kamnino.
Klesanec je nasprotje z zidu, ki je polnjen z ruševinami, na zunaj pa je uporabljen nepravilno oblikovan kamen.
Klesanec se lahko položen v dolge horizontalne vrste kamnitih blokov vzporedno in ima  vodoravno spoje, lahko pa položen naključno in so kamnitni bloki nameščeni različno tako vertikalno kot horizontalno. Suhi zidovi inkovske arhitekture so še posebej lepi in znani.

## Uporaba
Bloki klesanca so bili uporabljeni pri gradnji številnih stavb kot alternativa opečnim ali drugim materialom.
V klasični arhitekturi so stenske površine iz klesanca pogosto v nasprotju z rustiko.
Izraz se uporablja za opisovanje kamnitih del prazgodovinske Grčije in Krete, čeprav so klesani bloki po navadi precej večji od sodobnih klesancev. Na primer tolos grobnice iz bronaste dobe Miken so uporabljale pri izdelavi tako imenovane "čebelnjaške" kupole. Ta kupola iz fino rezanih blokov kamna, ki se je manjšal z višino in končal v osrednjem zgornjem kamnu. Te kupole so zgrajene z uporabo nepravega loka.
Iz klesanca so bile tudi zgrajene fasade palač na Kreti, vključno s Knosos in Fajstos. Te konstrukcije datirajo v minojsko obdobje okoli 1700-1450 pred našim štetjem.
V sodobnem evropskem zidu so bloki visoki okoli 35 centimetrov. Če je krajši od 30 centimetrov, se običajno imenujejo majhni klesanci.

## Prostozidarstvo
Uradna zgodovina Prostozidarstva pravi, da se je prostozidarstvo razvilo iz cehovskih lož zidarjev (kamnosekov) in gradbenikov v srednjem veku, katerih organizacija in rituali naj bi izhajali iz časov gradnje prvega (Salomonovega) templja v Izraelu.
V nekaterih prostozidarskih skupinah, ki jih te družbe imenujejo jurisdikcije, se klesance uporablja kot simbolično metaforo za napredek. Kot je opisano v razlagi Prve stopnje poslikane plošče, v emulaciji in drugih masonskih ritualih je kamen vzet neposredno iz kamnoloma in alegorično predstavlja prostozidarja pred začetkom iniciacije; gladek kamen (ali "popoln kamen") je kamen, ki ga je izklesal in obdelal izkušen kamnosek in predstavlja alegorijo prostozidarja, ki se je skozi vzgojo in prizadevnost naučil lekcij o prostozidarstvu.